# قلعة كش (دشت سر)
قلعة کش (بالفارسية: قلعه‌کش) هي قرية تقع في إيران في قسم دشت سر الريفي. يقدر عدد سكانها بـ 691 نسمة .